# Xixuthrus
Xixuthrus es un género de escarabajos longicornios.

## Distribución
Se distribuye por Asia, Oceanía y América.

## Ejemplares del género

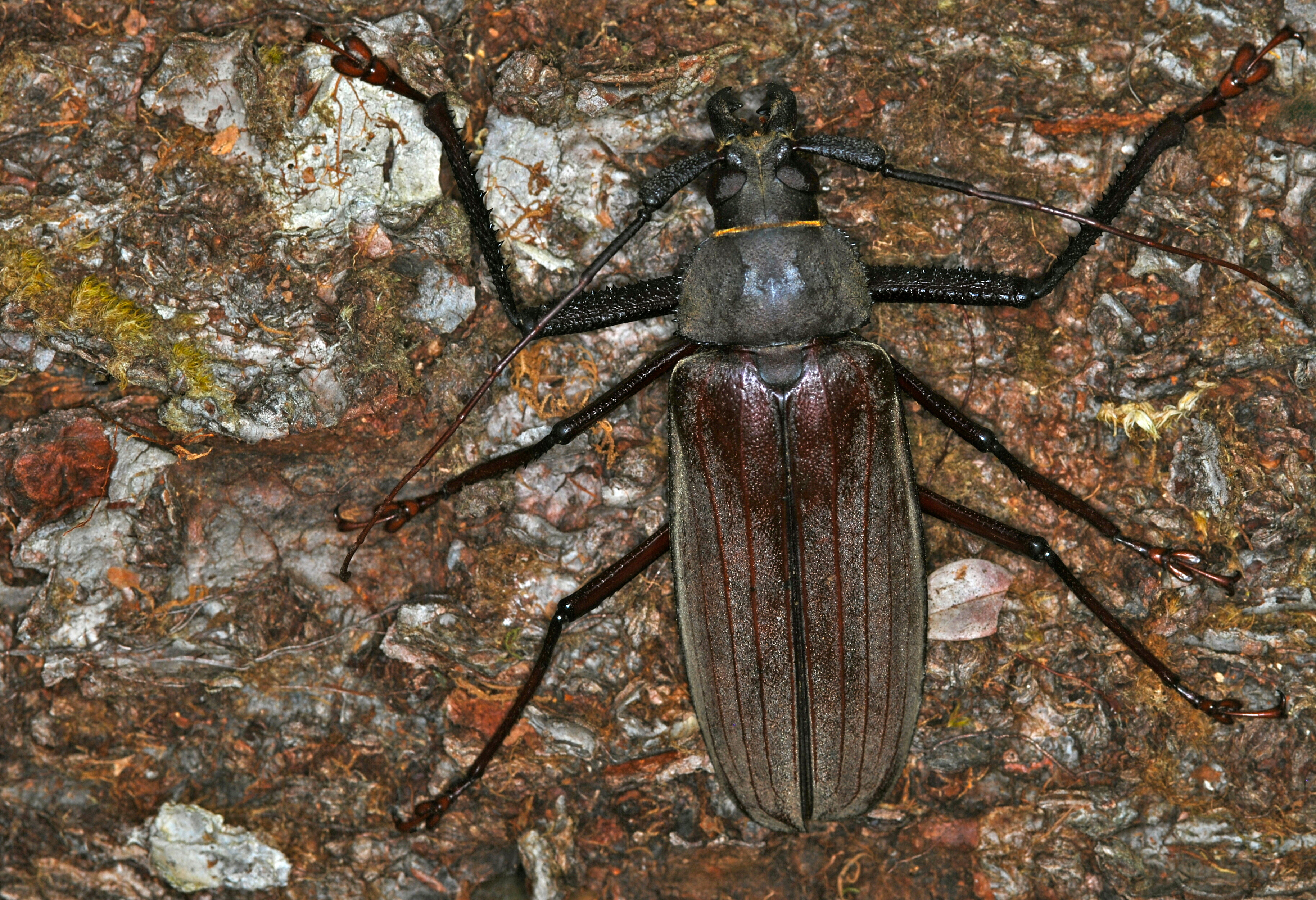
Xixuthrus microceros
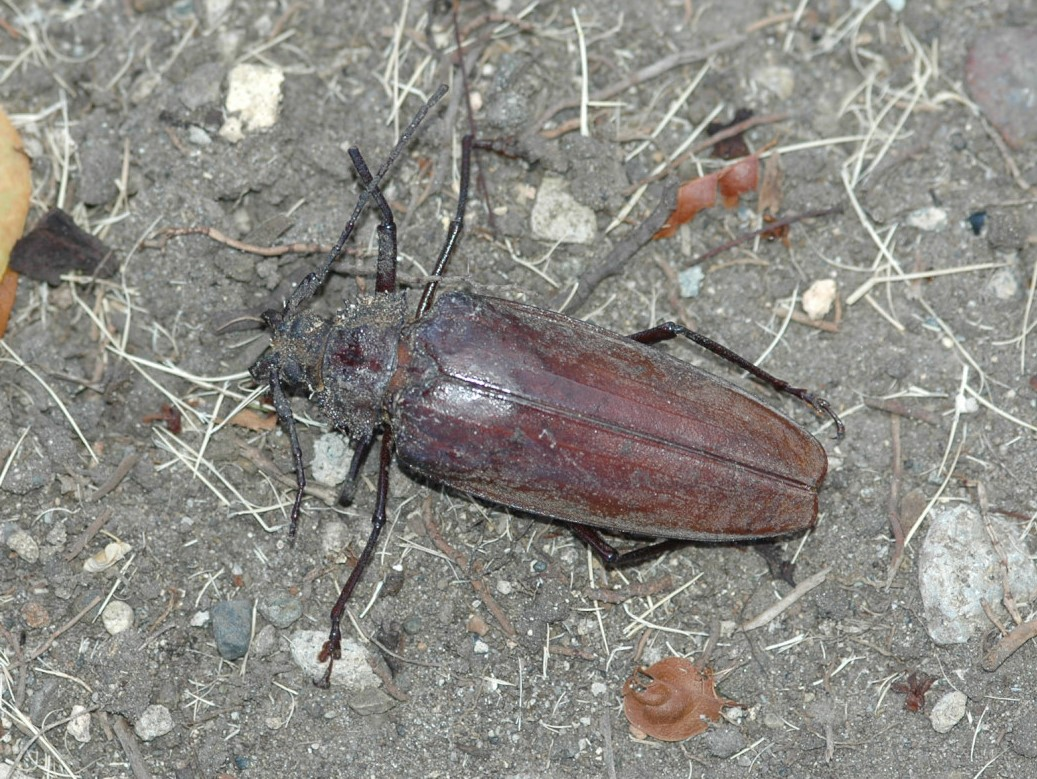
Xixuthrus domingoensis
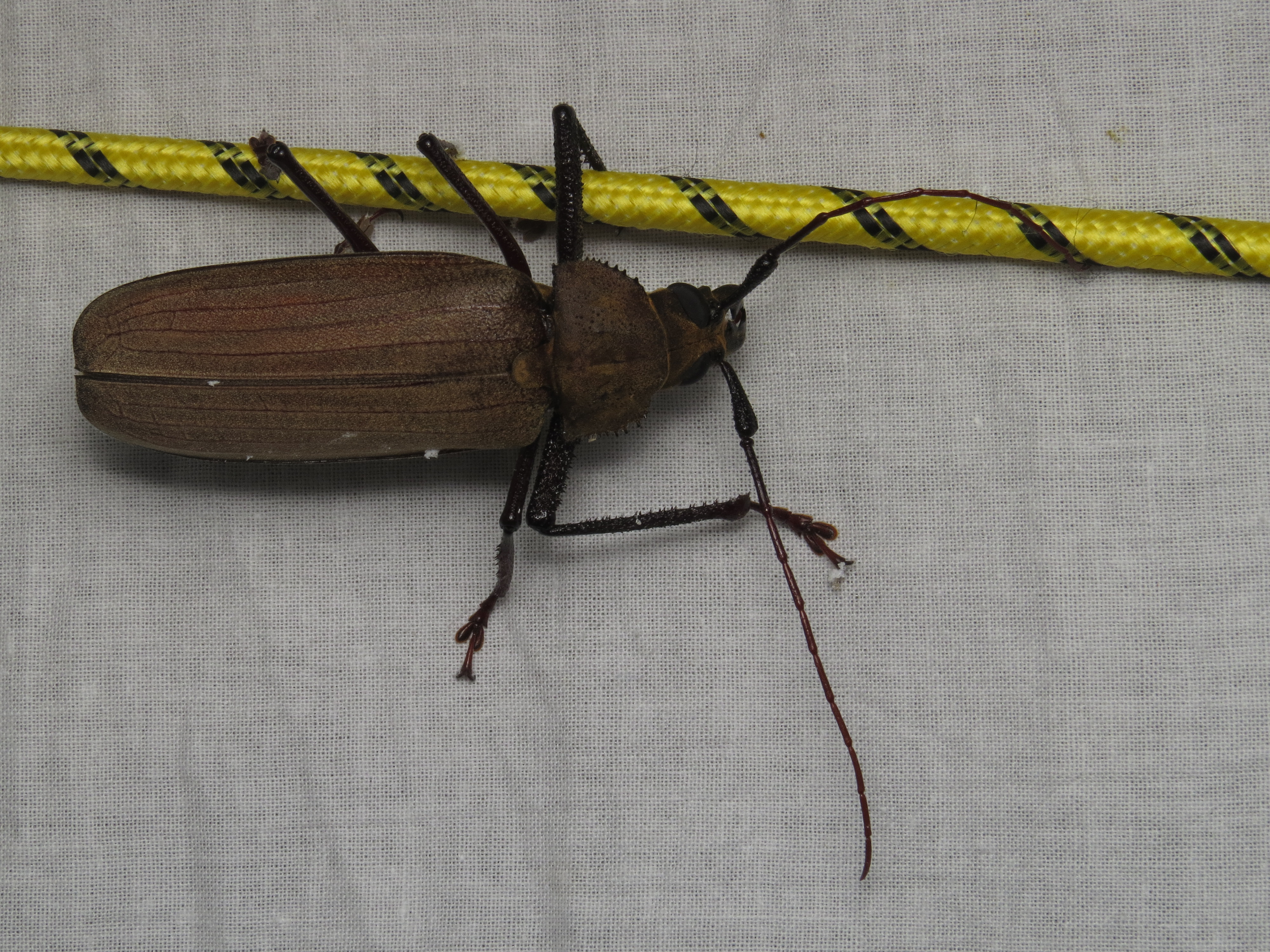
Xixuthrus sp.

## Especies
- Xixuthrus arfakianus (Lansberge, 1884)
- Xixuthrus axis kozlovantoni Titarenko & Zubov, 2018
- Xixuthrus axis Thomson, 1877
- Xixuthrus bufo Thomson, 1878
- Xixuthrus costatus Waterhouse, 1885
- Xixuthrus domingoensis Fisher, 1932
- Xixuthrus drumonti Zubov & Titarenko, 2020
- Xixuthrus fominykhi Titarenko & Zubov, 2018
- Xixuthrus ganglbaueri Lameere, 1912
- Xixuthrus granulipennis Komiya, 2000
- Xixuthrus gressitti Marazzi, Marazzi & Komiya, 2006
- Xixuthrus helleri (Lameere, 1903)
- Xixuthrus heros (Heer, 1868)
- Xixuthrus isyuniarkoi Delahaye, 2023
- Xixuthrus jakli Titarenko & Zubov, 2018
- Xixuthrus lameerei Marazzi, Marazzi & Komiya, 2006
- Xixuthrus lansbergei (Lameere, 1912)
- Xixuthrus lansbergei michael Missori & Ercoli, 2018
- Xixuthrus lunicollis Lansberge, 1884
- Xixuthrus microcerus (White, 1853)
- Xixuthrus microcerus sundaorientis Titarenko & Zubov, 2018
- Xixuthrus parallelus (Gressitt, 1959)
- Xixuthrus penrousi Titarenko & Zubov, 2018
- Xixuthrus pinkeri Titarenko & Zubov, 2018
- Xixuthrus sapolsky Titarenko & Zubov, 2018
- Xixuthrus solomonensis Marazzi & Marazzi, 2006
- Xixuthrus stumpei Titarenko & Zubov, 2018
- Xixuthrus tarkus Marazzi & Marazzi, 2023
- Xixuthrus terribilis Thomson, 1877
- Xixuthrus thomsoni Marazzi, Marazzi & Komiya, 2006